# Championnats des Antilles néerlandaises de cyclisme sur route
Les championnats des Antilles néerlandaises de cyclisme sur route réunissaient les meilleurs coureurs cyclistes du pays pour le titre national. La dernière édition a eu lieu en 2010 puis la compétition a disparu à la suite de la dissolution des Antilles néerlandaises en plusieurs dépendances.

## Hommes

### Podiums de la course en ligne
| Année | Vainqueur        | Deuxième          | Troisième        |
| ----- | ---------------- | ----------------- | ---------------- |
| 2005  | Jaime Perestrelo | Wielber Beker     | Aishel Magdalena |
| 2006  | Jaime Perestrelo | Jean Paul Driesse | Barry Bakker     |
| 2007  | Jerry Otten      | Barry Bakker      | Jaime Perestrelo |
| 2008  | Jerry Otten      | Jacques Curie     | Jaime Perestrelo |
| 2009  | Jerry Otten      |                   |                  |
| 2010  | Marc de Maar     |                   |                  |

### Podiums du contre-la-montre
| Année | Vainqueur    | Deuxième           | Troisième          |
| ----- | ------------ | ------------------ | ------------------ |
| 2006  | Barry Bakker | Jerry Otten        | Johan van den Berg |
| 2007  | Jerry Otten  | Johan van den Berg | Marcel Duinkeren   |
| 2008  | Jerry Otten  | Iwan Jonker        | Barry Bakker       |
| 2009  | Jerry Otten  |                    |                    |
| 2010  | Marc de Maar |                    |                    |

## Femmes

### Podiums de la course en ligne
| Année | Vainqueur    | Deuxième              | Troisième      |
| ----- | ------------ | --------------------- | -------------- |
| 2006  | Gerda Fokker |                       |                |
| 2007  | Gerda Fokker | Mareille van't Geloof | Mai Liem       |
| 2008  | Gerda Fokker | Mai Liem              | Pauline Nipius |

### Podiums du contre-la-montre
| Année | Vainqueur    | Deuxième | Troisième      |
| ----- | ------------ | -------- | -------------- |
| 2006  | Gerda Fokker |          |                |
| 2007  | Gerda Fokker | Mai Liem | Pauline Nipius |
| 2008  | Gerda Fokker | Mai Liem | Pauline Nipius |